# Chou Denji Machine Voltes V
Chōdenji Machine Voltes V (яп. 超電磁マシーン ボルテスＶ Тёдэндзи Масин Борутэсу Файбу, Супер-электрокинетический робот Пять) — японский аниме-сериал, созданный совместно студиями Toei Company и Nippon Sunrise. Транслировался по телеканалу TV Asahi с 4 июня 1977 года по 25 марта 1978 года. Всего выпущено 40 серий аниме. Сериал был дублирован на английском, итальянском, португальском, испанский и тагальском языках. Является продолжением сериала Chou Denji Robo Com Battler V.

## Сюжет
На Землю нападает цивилизация рогатых людей, известных, как Бозанианцы, которые направляют так называемых «звериных воинов». Все сильнейшие военные силы стран-держав терпят тотальное поражение от инопланетян. Однако бозанианцы впервые терпят поражение от супер-робота Вольтеса V, разработанного японским профессором Кэнтаро Го и его коллегой профессором Хамагути. Сам робот был возведён на средства Земной силы обороны ООН под предводительством генерала Оки. Робот состоит из пяти так называемых «Вольт-машин», каждую из которой пилотирует один пилот. Ими становятся Кэньити, Дайдзиро и Хиёси — три сына Кэнтаро и Го, а также дочь генерала Оки — Мэгуми и Иппэй Минэ — ковбой-доброволец. Кэнтаро Го исчезает и его дети стремятся найти отца и одновременно сражаться с инопланетянами. По мере развития сюжета главные герои-братья узнают о своих полу-бозанианских корнях.

## Список персонажей
Кэнъити Го (яп. 剛健一) — главный герой истории и капитан команды пилотов. Хороший стрелок и чемпион по мотокроссу. Старший из братьев Го. Очень предприимчивый, однако исчезновение отца изменило его: он стал более ответственным за своих братьев и людей, зависимых от него. Носит красную униформу. Сэйю: Юкинага Сираиси
Иппэй Минэ (яп. 峰一平) — чемпион по родео. Стал сиротой ещё в глубоком детстве, кода его мать умерла, пытаясь спасти его от стаи волков. После смерти матери рос угрюмым и нелюдимым. Научился выживать самостоятельно и выполнять грязную работу. Позже научился ездить на лошадях и использовать кнут и выиграл на двух состязаниях. Его однажды попросили пилотировать робота, но Иппэй сначала отказался и его заставили насильно, из-за чего Иппэй сначала плохо входил в контакт с остальными. Носит синий мундир. Сэйю: Кадзуюки Согабэ
Дайдзиро Го (яп. 剛大次郎) — был непринуждённым и игривым подростком, но исчезновение отца заставило по другому взглянуть на реальность. Так он отправился за город, где мальчик научился различным видам боевых искусств и медитации. И после воссоединения с братьями, Дайдзиро стал невероятно сильным в сражении. Носит тёмно-зелёный мундир. Сэйю: Тэссё Гэнда
Хиёси Го (яп. 剛日吉) — гений, с раннего детства начал увлекаться изучением строения механики, робототехники, и электромагнетизма. Так создал своего собственного игрушечного робота. В отличие от старших братьев, Хиёси не успел почувствовать любовь отца. Может также хорошо плавать и заниматься дайвингом. Занимается ремонтом механических устройств. Носит светло-зелёный мундир. Сэйю: Норико Охара
Мэгуми Ока (яп. 岡めぐみ) — единственный женский член команды пилотов. Профессиональная ниндзя. 18 наследница школы Кога-Рю. Она обучалась у своей матери и уже в 13 лет обладала молниеносной реакцией. Также мать научила её сохранять всегда спокойный нрав. Выступает в роли голоса разума в команде пилотов, особенно во время стычек Кэньити с Иппэем. Носит жёлтый мундир с розовым отливом. Сэйю: Миюки Уэда
Кэнтаро Го/Принц Ла Гор (яп. 剛健太郎  / プリンスラゴア) — отец братьев Го, является безрогим бозанианцем, а также отцом принца Хейнеля, делая второго сводным братом главных героев Го. Королевских кровей и должен был стать следующим правителем Бзании, чтобы избежать презрения и скандала, был вынужден носить поддельные рога. Но о тайне узнал ревнивый двоюродный брат Замбадзил и поставил всех в известность. Так Ла Гора объявили предателем и посадили в тюрьму, но позже он сумел сбежать и попал на Землю, в Японию, где взяв новое имя, женился на земной женщине. После рождения третьего сына Хиёси, покинул Землю, чтобы вернуться на родную планету и покончить с тиранией нового императора — Замбадзила. Сэйю:
Мицуо Го (яп. 剛光代) — жена профессора Кэнтаро. Земная (японская) женщина. Первая, кто встретила Ла Гора после кораблекрушения и вскоре вышла замуж за него. Так Ла Гор, или Кэнтаро вместе с Мицуо стали заниматься разработками механических устройств, создав Вольтеса. После исчезновения Кэнтаро, стала самостоятельно ухаживать за сыновьями. Пожертвовала собой ради спасения Вольтеса. Сэйю: Ю Мидзусима
Хамагути (яп. 浜口博士) — командир лагеря большой крепости сокола. Был лучшим другом для профессора Кэнтаро. Помогал проектировать и создавать супер-робота. Выступает де-факто в роли отца для братьев Го. Сэйю: Сэидзо Като
Генерал Ока (яп. 岡防衛長官) — 17 наследник школы Кога-Рю. Командующий ООН земных сил из-за своего здоровья собирался идти в отставку. Погибает, жертвуя собой ради спасения дочери от бозанианского истребителя. Сэйю: Хироcи Масуока
Император Зу Замбадзил (яп. 皇帝ズザンバジル) — нынешний император Бозании, незаконнорожденный сын предыдущего императора и его любовницы. Ксенофоб, жестокий, эгоистичный но и трусливый. Особенно сильно завидовал Ла Гору, как законному наследнику трона. После прихода к власти стремится расширить свою империю в космосе. Те, кто выступали простив Замбадзила, были казнены или посажены. В конце концов собственная империя восстаёт против него, а принц Хайнель убивает его. Сэйю: Микио Тэрасима
Принц Хайнель (яп. プリンスハイネル ) — сводный брат главных героев Го и законный наследник трона. Широко презираем в своём обществе, как сын предателя. Его любили только бабушка с девушкой. Замбадзил тайно ненавидит Хайнеля но ставит его во главе армии, атакующей Землю. Хотя с начала кажется, что он типичный злодей, Хайнель преисполнен чувством гордости и чести воина и сражался, лишь ради победы, чтобы приумножить свою честь. Он никогда не станет добиваться целей грязными методами. Из-за неоднократных неудач в борьбе с Вольтесом, отстранён от своих обязанностей. После того, как узнаёт всю правду об отце, и что он сражался со сводными братьями, решил в знак мести убить императора. В конце истории умирает. Сэйю: Осаму Итикава

## Игрушки
Первая серия игрушек стала выпускаться компанией Popy во время выпуска сериала. Всего выпускалось 5 машин-игрушек, которых можно было собрать в Вольтеса V. Игрушки также можно было собирать в Вольтанка (который однако не появлялся в аниме). Игрушки были перевыпущены в 1982 году компанией Bandai, как часть серии меха-игрушек Godaikin.
Игрушки робота были снова выпущены в 2006 и 2008 году, как часть линии Chogokin, а также в спец-выпуске Respect for Volt In Box. Данные игрушки стали более детализированными, чем их предшественники.